# Zeche Fettlappen
Die Zeche Fettlappen ist ein ehemaliges Steinkohlenbergwerk im Südviertel der Essener Innenstadt. Die Zeche war auch unter den Namen Zeche Vettlappen oder Zeche Zum Fettlappen bekannt. Das Bergwerk befand sich nahe der heutigen Bismarckstraße.

## Geschichte

### Die Anfänge
Das Bergwerk war bereits im 16. Jahrhundert in Betrieb. Die Mutung für das Bergwerk wurde im Jahr 1760 eingelegt. Am 28. April 1764 übernahmen die Gesellschafter die alten Grubenfelder Landskrone und Backstadtbank der Zeche Secretariuswerke. Im selben Jahr erfolgte die Verleihung für den Abbau von Flöz Fettbank. Vermutlich wurde dieser Feldesteil dann umbenannt in Zeche Secretariusak, zeitweise wurde dieser auch Zeche Riecken & Fettlappen genannt. Bis zur Konsolidation setzte sich dann der Namen Zeche Fettbank  durch. Im Jahr 1766 war das Bergwerk nachweislich in Betrieb. Im Jahr 1787 wurde der Abbau auch in den Flözen Rieckenbank und Krabben betrieben.

### Die letzten Jahre
In der zweiten Hälfte des 18. Jahrhunderts kam es wiederholt zu Wassereinbrüchen. Da das Bergwerk im Laufe der Zeit nun mehrfach abgesoffen war und die Gefahr des Wasserentzuges vor dem Kettwiger Tor bestand, erfolgte im Jahr 1789 die Betriebseinstellung. Es wurde jedoch geringer Abbau im Stadt- und Stiftsgebiet betrieben. Zu diesem Zeitpunkt betrieb das Bergwerk den Schacht Reinhold. Am 19. Februar 1805 erfolgte die Konsolidation zur Zeche Vereinigte Hoffnung & Secretarius Aak.